# Сосново (Порховский район)
Сосново — деревня на юге центральной части Порховского района Псковской области. Входит в состав сельского поселения «Туготинская волость».
Расположена в 38 км к юго-западу от города Порхов; в 22 км к югу от волостного центра Туготино.
Численность населения деревни по оценке на 2000 год составляла 26 жителей.
До 2005 года деревня входила в состав Луковищенской волости (с центром в д. Терептино), до 2010 года — в состав ныне также упразднённой Зареченской волости (с центром в д. Молочище).